# Koripallon miesten SM-sarjakausi 1987-1988
La Koripallon miesten SM-sarjakausi 1987-1988 è stata la 48ª edizione del massimo campionato finlandese di pallacanestro maschile. La vittoria finale è stata ad appannaggio del KTP-Basket.

## Risultati

### Stagione regolare
|     | Squadra           | G  | V  | P  | PF   | PS   | Pt. | Qualificazione             |
| --- | ----------------- | -- | -- | -- | ---- | ---- | --- | -------------------------- |
| 1.  | UU-Korihait       | 18 | 14 | 4  | 1788 | 1666 | 28  | girone finale              |
| 2.  | KTP-Basket        | 18 | 13 | 5  | 1654 | 1612 | 26  | girone finale              |
| 3.  | Helsingin NMKY    | 18 | 12 | 6  | 1708 | 1519 | 24  | girone finale              |
| 4.  | Forssan Koripojat | 18 | 11 | 7  | 1719 | 1649 | 22  | girone finale              |
| 5.  | ToPo Helsinki     | 18 | 11 | 7  | 1768 | 1709 | 22  | girone finale              |
| 6.  | HoNsU             | 18 | 8  | 10 | 1671 | 1690 | 16  | girone finale              |
| 7.  | Pantterit         | 18 | 8  | 10 | 1586 | 1587 | 16  | girone finale              |
| 8.  | Salon Palloilijat | 18 | 7  | 11 | 1512 | 1667 | 14  | girone finale              |
| 9.  | Tampereen Pyrintö | 18 | 3  | 15 | 1600 | 1764 | 6   | retrocesse in I-divisioona |
| 10. | Turun NMKY        | 18 | 3  | 15 | 1577 | 1721 | 6   | retrocesse in I-divisioona |

### Girone finale
|    | Squadra           | G  | V  | P  | PF   | PS   | Pt. | Qualificazione |
| -- | ----------------- | -- | -- | -- | ---- | ---- | --- | -------------- |
| 1. | Helsingin NMKY    | 32 | 23 | 9  | 3045 | 2692 | 46  | playoff        |
| 2. | KTP-Basket        | 32 | 23 | 9  | 3059 | 2888 | 46  | playoff        |
| 3. | UU-Korihait       | 32 | 20 | 12 | 3088 | 2930 | 40  | playoff        |
| 4. | ToPo Helsinki     | 32 | 18 | 14 | 3076 | 3048 | 36  | playoff        |
| 5. | Forssan Koripojat | 32 | 17 | 15 | 3080 | 3049 | 34  |                |
| 6. | HoNsU             | 32 | 17 | 15 | 2989 | 2954 | 34  |                |
| 7. | Pantterit         | 32 | 14 | 18 | 2762 | 2845 | 28  |                |
| 8. | Salon Palloilijat | 32 | 8  | 24 | 2697 | 3079 | 16  |                |

## Playoff
|  | Semifinali | Semifinali     | Semifinali |            |    | Finale         | Finale | Finale |  |
|  |            |                |            |            |    |                |        |        |  |
|  | 1.         | Helsingin NMKY | 3          |            |    |                |        |        |  |
|  | 1.         | Helsingin NMKY | 3          |            |    |                |        |        |  |
|  | 4.         | ToPo Helsinki  | 2          |            |    |                |        |        |  |
|  | 4.         | ToPo Helsinki  | 2          |            | 1. | Helsingin NMKY | 2      |        |  |
|  |            |                |            |            | 1. | Helsingin NMKY | 2      |        |  |
|  |            |                | 2.         | KTP-Basket | 3  |                |        |        |  |
|  | 2.         | KTP-Basket     | 2.         | KTP-Basket | 3  | 3              |        |        |  |
|  | 2.         | KTP-Basket     |            |            |    |                |        |        |  |
|  | 3.         | UU-Korihait    | 0          |            |    |                |        |        |  |

| Koripallon miesten SM-sarjakausi 1987-1988 |
| ------------------------------------------ |
| KTP-Basket 3º titolo                       |

## Premi e riconoscimenti
- MVP stagione regolare:  Sakari Pehkonen, Helsingin NMKY
- Allenatore dell'anno:  Kari Liimo, KTP-Basket
- Miglior giovane:  Petri Niiranen, Forssan Koripojat
- Miglior arbitro:  Carl Jungebrand